# Élection municipale de 1998 à Washington D.C.
Les élections municipales de 1998 à Washington D.C. se sont tenues le 3 novembre 1998 afin d'élire le maire. Le maire sortant, Marion Barry n'est pas candidat. Anthony A. Williams (démocrate) est élu.

## Primaire démocrate
| Résultats | Résultats | Résultats             | Résultats | Résultats |
| Partis    | Partis    | Candidats             | Voix      | %         |
| --------- | --------- | --------------------- | --------- | --------- |
|           | Démocrate | Anthony A. Williams   | 45 216    | 49,91     |
|           | Démocrate | Kevin P. Chavous      | 31 499    | 34,77     |
|           | Démocrate | Jack Evans            | 8 621     | 9,52      |
|           | Démocrate | Harold Brazil         | 3 994     | 4,41      |
|           | Démocrate | Sylvia Robinson-Green | 363       | 0,40      |
|           | Démocrate | Jeff Gildenhorn       | 358       | 0,40      |
|           | Démocrate | Osie Thorpe           | 167       | 0,18      |
|           |           | Write-in              | 367       | 0,41      |
| Total     | Total     | Total                 | 90 585    | 100       |

## Primaire républicaine
| Résultats | Résultats   | Résultats      | Résultats | Résultats |
| Partis    | Partis      | Candidats      | Voix      | %         |
| --------- | ----------- | -------------- | --------- | --------- |
|           | Républicain | Carol Schwartz | 2 516     | 88,53     |
|           |             | Write-in       | 326       | 11,47     |
| Total     | Total       | Total          | 2 842     | 100       |

## Primaire duD.C. Statehood Green Party
| Résultats | Résultats            | Résultats    | Résultats | Résultats |
| Partis    | Partis               | Candidats    | Voix      | %         |
| --------- | -------------------- | ------------ | --------- | --------- |
|           | D.C. Statehood Green | John Gloster | 245       | 62,98     |
|           |                      | Write-in     | 144       | 37,02     |
| Total     | Total                | Total        | 389       | 100       |

## Primaire duUmoja Party
| Résultats | Résultats | Résultats | Résultats | Résultats |
| Partis    | Partis    | Candidats | Voix      | %         |
| --------- | --------- | --------- | --------- | --------- |
|           |           | Write-in  | 128       | 100       |
| Total     | Total     | Total     | 128       | 100       |

## Résultats
| Résultats | Résultats              | Résultats           | Résultats | Résultats |
| Partis    | Partis                 | Candidats           | Voix      | %         |
| --------- | ---------------------- | ------------------- | --------- | --------- |
|           | Démocrate              | Anthony A. Williams | 92 504    | 66,16     |
|           | Républicain            | Carol Schwartz      | 42 280    | 30,24     |
|           | D.C. Statehood Green   | John Gloster        | 2 312     | 1,65      |
|           | Indépendant            | Alpha Brown         | 693       | 0,49      |
|           | Indépendant            | Brian Moore         | 501       | 0,36      |
|           | Indépendant            | Faith Dane          | 430       | 0,31      |
|           | Travailleur socialiste | Sam Manuel          | 330       | 0,24      |
|           | Indépendant            | Albert Ceccone      | 236       | 0,17      |
|           |                        | Write-in            | 539       | 0,38      |
| Total     | Total                  | Total               | 139 825   | 100       |